# Motín de Figueroa

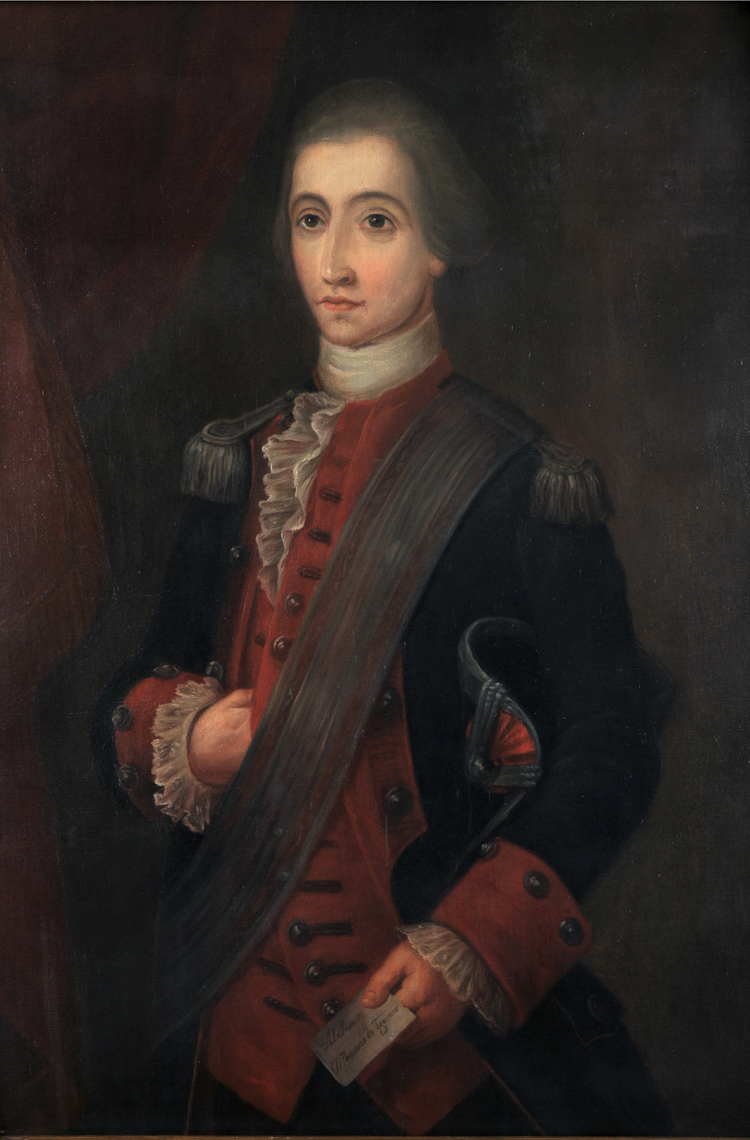
Tomás de Figueroa

El motín de Figueroa (1 de abril de 1811) fue un intento encabezado por el teniente coronel Tomás de Figueroa de impedir las elecciones del Primer Congreso Nacional de Chile y disolver la Junta de Gobierno. Se lo relacionó inmediatamente con la Real Audiencia, que fue posteriormente disuelta.

## Gestación
Los sectores más duros del sector realista, como los españoles Nicolás de Chopitea y Manuel Matta, pensaron sublevar las tropas de Santiago, ponerlas bajo la dirección de algún general español leal al gobierno colonial y restituir el antiguo orden de cosas previo a la instalación de la Primera Junta.
En esa época estos sectores y los independentistas más exaltados eran los únicos que advertían la importancia de este hecho. Para la mayoría de los chilenos, era solo una junta transitoria que gobernaría hasta que el Rey de España fuera liberado por Napoleón. 
Los conspiradores pensaron en la proximidad de la elección de diputados de la ciudad de Santiago al Primer Congreso nacional, que debían ser antes del 15 de abril de 1811.

## Desarrollo
Por orden del gobierno, debía marchar del cuartel San Pablo hacia Argentina un grupo de 130 soldados, quienes se negaron la noche del 31 de marzo de 1811 y fueron sometidos a balazos con un saldo de dos muertos; se creó un ambiente hostil que desencadenó antes de tiempo la sublevación.
Sin coordinación con los líderes civiles de la conspiración, y aprovechando el movimiento de tropas solicitado para custodiar la elección de diputados de ese día, se inició la mañana del 1 de abril de 1811 con una insubordinación de los soldados del cuartel de San Pablo que desconocieron el mando de Juan de Dios Vial y Juan Miguel Benavente. A los gritos de «¡viva el Rey!, ¡muera la Junta!», la tropa declaró obedecer únicamente a algún militar español, como los coroneles Manuel Olaguer Feliú, Francisco Javier de Reina o Tomás de Figueroa. 
El único que respondió al llamado de la tropa fue Tomás de Figueroa, de espíritu aventurero pese a su avanzada edad. Se puso enfrente de la tropa y decidió acudir a la única autoridad que consideraban heredera del antiguo gobierno colonial, la Real Audiencia.
Tras un encuentro en la Plaza de Armas y habiéndose presentado sus demandas ante la Real Audiencia, fueron enfrentados por tropas leales a la Junta bajo el mando de Vial. Tras un intercambio de intimidaciones y confusas órdenes, se generó un intercambio de disparos de ambos bandos que culminó con una descarga de cañón de la tropa gobiernista. Los sublevados se disolvieron dejando en la plaza diez muertos, contra dos del bando gobiernista.
Figueroa se refugió en el convento de Santo Domingo. Fue sacado de ahí por delación por tropas gobiernistas para ser procesado rápidamente antes que recibiera refuerzos de tropas veteranas realistas venidas desde Concepción.

## Juicio a los responsables
Tomás de Figueroa fue enjuiciado por los miembros de la Junta de Gobierno, condenado a muerte en fallo dividido y ejecutado en forma sumaria. Su confesor fue fray Camilo Henríquez, pese a que el condenado solicitó otro confesor. Fue un postrer intento de la Junta por sonsacar a Figueroa los otros implicados en la conspiración, datos que Figueroa difícilmente pudo conocer dada su casual participación.
Su cuerpo, junto con los del cabo Eduardo Molina y otros cuatro soldados muertos en la plaza misma, fue exhibido públicamente y echado en la fosa común. Este trato vejatorio fue desencadenante de pasiones entre los bandos exaltados de la época.